# Susanne Teschl
Pour les articles homonymes, voir Teschl.
Susanne Teschl (née Susanne Timischl le 20 août 1971 à Graz) est une mathématicienne autrichienne et professeure d'université à la Fachhochschule Technikum Wien (de).

## Biographie
Elle a étudié les mathématiques et la physique à l'université de Graz et à l'université du Missouri à Columbia et est diplômée de cette dernière université en 1995. Cela a été suivi par un doctorat en mathématiques auprès de Franz Kappel en 1998 avec pour sujet A Global Model for the Cardiovascular and Respiratory System. Elle a d'abord enseigné au Campus 02 (en) de l'université des sciences appliquées, puis a dirigé les domaines des mathématiques, de l'informatique et des géosciences au Fonds pour la promotion de la recherche scientifique (en) et a déménagé au Technikum Wien en 2002, où elle est professeure depuis 2004.
Elle est mariée au mathématicien Gerald Teschl et ils ont deux fils.

## Recherches
Susanne Teschl travaille dans le domaine de la biomathématique, en particulier l'analyse des gaz respiratoires (en), et a écrit le manuel en deux volumes Mathematics for Computer Scientists avec son mari.
Teschl est membre de l'Institut des mathématiques appliquées et des sciences naturelles, qu'elle a également dirigé de 2006 à 2010.

## Publications
- (avec Gerald Teschl) Mathematik für Informatiker Scientists, 2 volumes, Springer Verlag, vol. 1 (Mathématiques discrètes et algèbre linéaire), 3e édition 2008  (ISBN 978-3-540-77431-0), vol. 2 (Analyse et Statistiques), 2e édition 2007  (ISBN 978-3-540-72451-3).
- (avec Julian King, Helin Koc, Karl Unterkofler (de), Pawel Mochalski, Alexander Kupferthaler, Gerald Teschl, Hartmann Hinterhuber, Anton Amann (en)) « Physiological modeling of isoprene dynamics in exhaled breath » in J. Theoret. Biol., 267, 2010, pp. 626-637, .
- (avec Julian King, Karl Unterkofler, Gerald Teschl, Helin Koc, Hartmann Hinterhuber, Anton Amann) « A mathematical model for breath gas analysis of volatile organic compounds with special emphasis on acetone » in J. Math. Biol., 63, 2011, p. 63, 959-999 (DOI 10.1007/s00285-010-0398-9).